# Harry Sturm
Harry Georg Sturm (* 9. Dezember 1912 in Pernau; † 21. April 1977 in Frankfurt am Main) war ein deutscher SS-Hauptsturmführer und Kriegsverbrecher.

## Leben
Der Baltendeutsche Sturm studierte Germanistik und Osteuropäische Geschichte in Dorpat, Freiburg und Berlin; er war Mitglied in der Studentenverbindung Baltische Corporation Livonia Dorpat. 1936 promovierte er mit der Arbeit „Die Geschichte des Deutschen Theaters im Baltikum“ zum Dr. phil. Vor dem Zweiten Weltkrieg war Sturm dann Assistent am Institut für Heimatforschung Dorpat.
Ab 1939 war Harry Sturm Mitglied der NSDAP (Mitgliedsnummer 7.753.665), später auch der SS (SS-Nr.: 369.755) sowie des SD. Er war in der Einwandererzentralstelle in Gotenhafen beschäftigt. Seit 1940 war Sturm als SS-Untersturmführer Leiter des Referats III B Volkstum beim KdS im polnischen Lublin. Nach dem deutschen Überfall auf die Sowjetunion 1941 war er kurzzeitig Angehöriger der Einsatzgruppe z.b.V. in Galizien unter Karl Eberhard Schöngarth. Zurück in Lublin wurde er einer der Stellvertreter Hermann Worthoffs und war an der Räumung des Ghetto Lublin und der Deportation der Überlebenden in das Vernichtungslager Belzec im Rahmen der „Aktion Reinhardt“ ab März 1942 führend beteiligt. Laut Johannes Sachslehner erschoss Sturm dabei auch persönlich mehrfach Juden.
Von Anfang bis zum Herbst 1943 war er in der Abteilung III SD beim KdS Estland in Reval eingesetzt, danach unter BdS Emanuel Schäfer im serbischen Belgrad. Bei Kriegsende war Sturm zuletzt als SS-Hauptsturmführer in der Abteilung III B Volkstum des Reichssicherheitshauptamt und im Verbindungsstab zur Wlassow-Armee tätig. Im Mai 1945 geriet er im Zillertal in US-amerikanische Kriegsgefangenschaft. Bis 1948 verblieb er dann in Lagern in Wörgl und Moosburg in Internierung; ein Spruchkammerverfahren stufte Sturm in die „Gruppe IV – Mitläufer“ ein.
Nach seiner Freilassung war Sturm Lehrer und Bauchfachmann beim Jugendsozialwerk, danach ab 1955 Geschäftsführer der Gemeinnützigen Gesellschaft für Jugendfreizeit in Frankfurt am Main. Zeitweise war er auch im Vorstand der Pädagogischen Vereinigung Stuttgart und Finanzreferent bei einem Sozialverband in Hannover. 1962 wurde er von der Staatsanwaltschaft  Hamburg zur Tätigkeit der Sonderaktion 1005 in Estland vernommen, stritt eine Beteiligung an Verbrechen jedoch ab. Trotzdem wurde ab 1964 auch gegen Sturm ermittelt, er wurde jedoch gegen eine Kautionszahlung von 50.000 DM aus der Untersuchungshaft entlassen und blieb vorerst frei. Das Landgericht Wiesbaden verurteilte ihn schließlich 1973 nach einem zweijährigen Prozess gegen ihn und Gotthard Schubert wegen gemeinschaftlicher Beihilfe zum Mord an mindestens 8890 Menschen bei der Räumung des Ghettos Lublin zu 12 Jahren Haft. Sturm starb, bevor das Urteil rechtskräftig wurde.